# José Roberto Torero

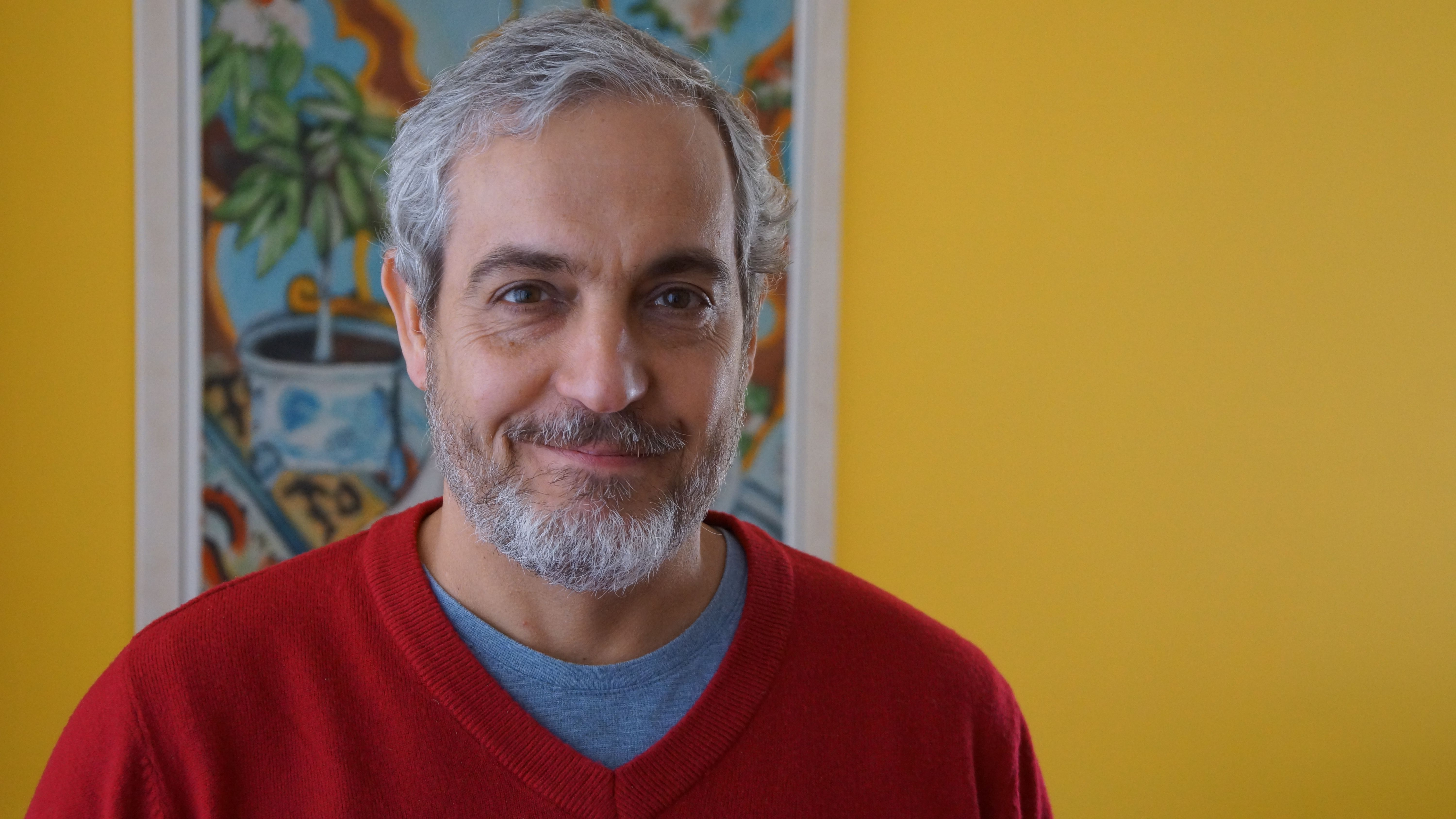
José Roberto Torero

José Roberto Torero (* 9. Oktober 1963 in Santos) ist ein brasilianischer Journalist und Autor.
Er studierte in São Paulo Journalismus und Literatur. Neben seiner Arbeit als Regisseur und Verfasser von Drehbüchern ist er auch Schriftsteller. Sein Erstlingswerk O Chalaca wurde 1995 mit dem Jabuti-Preis ausgezeichnet, dem wichtigsten Literatur-Preis von Brasilien.

## Werke
- O Chalaca. 1995
- José Roberto Torero, Marcus Aurelius Pimenta: Terra Papagalli. Companhia das Letras, São Paulo 1997, ISBN 85-7164-656-2
  - Deutsche Ausgabe: Das Land der Papageien. Roman. Krüger, Frankfurt am Main 2000, ISBN 3-8105-2017-9